# Tour de France 1970
57. Tour de France rozpoczął się 27 czerwca w Limoges, a zakończył się 19 lipca 1970 roku w Paryżu. Wyścig składał się z 23 etapów. Cała trasa liczyła 4366 km.
Klasyfikację generalną, górską i kombinowaną wygrał Belg Eddy Merckx, klasyfikację punktową jego rodak - Walter Godefroot, sprinterską Franzuz Cyrille Guimard, a klasyfikację drużynową włoska ekipa Salvarani. Ponadto Merckx został też najaktywniejszym kolarzem.

## Drużyny
W tej edycji TdF wzięło udział 15 drużyn:
- Bic
- Fagor-Mercier
- Frimatic
- Peugeot-BP
- Sonolor-Lejeune
- Salvarani
- Molteni
- Scic
- Ferretti
- Faemino
- Mars-Flandria
- Mann-Grundig
- Caballero-Laurens
- Willem II
- KAS

## Etapy
| Etap | Data       | Trasa                                | Dystans     | Zwycięzca                |
| ---- | ---------- | ------------------------------------ | ----------- | ------------------------ |
| P    | 27 czerwca | Limoges                              | ITT 7,4 km  | Eddy Merckx              |
| 1    | 27 czerwca | Limoges – La Rochelle                | 224,5 km    | Cyrille Guimard          |
| 2    | 28 czerwca | La Rochelle - Angers                 | 200,0 km    | Italo Zilioli            |
| 3A   | 29 czerwca | Angers                               | TTT 10,7 km | FAEMA-Faemino            |
| 3B   | 29 czerwca | Angers - Rennes                      | 140,0 km    | Marino Basso             |
| 4    | 30 czerwca | Rennes – Lisieux                     | 229,0 km    | Walter Godefroot         |
| 5A   | 1 lipca    | Lisieux - Rouen                      | 94,5 km     | Walter Godefroot         |
| 5B   | 1 lipca    | Rouen - Amiens                       | 113,0 km    | Joseph Spruyt            |
| 6    | 2 lipca    | Amiens - Valenciennes                | 135,5 km    | Roger De Vlaeminck       |
| 7A   | 3 lipca    | Valenciennes - Forest                | 119,0 km    | Eddy Merckx              |
| 7B   | 3 lipca    | Forest                               | ITT 7,2 km  | José Antonio González    |
| 8    | 4 lipca    | Ciney – Felsberg                     | 232,5 km    | Alain Vasseur            |
| 9    | 5 lipca    | Saarlouis – Miluza                   | 269,5 km    | Mogens Frey              |
| 10   | 6 lipca    | Belfort – Divonne-les-Bains          | 241,0 km    | Eddy Merckx              |
| 11A  | 7 lipca    | Divonne-les-Bains                    | ITT 8,8 km  | Eddy Merckx              |
| 11B  | 7 lipca    | Divonne-les-Bains - Thonon-les-Bains | 139,5 km    | Marino Basso             |
| 12   | 8 lipca    | Thonon-les-Bains – Grenoble          | 194,0 km    | Eddy Merckx              |
| 13   | 9 lipca    | Grenoble – Gap                       | 195,5 km    | Primo Mori               |
| 14   | 10 lipca   | Gap – Mont Ventoux                   | 170,0 km    | Eddy Merckx              |
| 15   | 11 lipca   | Carpentras – Montpellier             | 144,5 km    | Marinus Wagtmans         |
| 16   | 12 lipca   | Montpellier – Tuluza                 | 259,5 km    | Albert Van Vlierberghe   |
| 17   | 13 lipca   | Tuluza – Saint-Gaudens               | 190,0 km    | Luis Ocaña               |
| 18   | 14 lipca   | Saint-Gaudens – La Mongie            | 135,5 km    | Bernard Thévenet         |
| 19   | 15 lipca   | Bagnères-de-Bigorre – Mourenx        | 185,5 km    | Christian Raymond        |
| 20A  | 16 lipca   | Mourenx – Bordeaux                   | 231,0 km    | Rolf Wolfshohl           |
| 20B  | 16 lipca   | Bordeaux                             | ITT 8,2 km  | Eddy Merckx              |
| 21   | 17 lipca   | Ruffec – Tours                       | 191,5 km    | Marino Basso             |
| 22   | 18 lipca   | Tours – Wersal                       | 238,5 km    | Jean-Pierre Danguillaume |
| 23   | 19 lipca   | Wersal - Paryż                       | ITT 54,0 km | Eddy Merckx              |

## Liderzy klasyfikacji po etapach
| Etap                 | Zwycięzca                | Klasyfikacja generalna | Klasyfikacja punktowa | Klasyfikacja górska | Klasyfikacja drużynowa |
| -------------------- | ------------------------ | ---------------------- | --------------------- | ------------------- | ---------------------- |
| P                    | Eddy Merckx              | Eddy Merckx            | Eddy Merckx           | brak                | Bic                    |
| 1                    | Eddy Merckx              | Eddy Merckx            | Cyrille Guimard       | Pierre Ghisellini   | Bic                    |
| 2                    | Eddy Merckx              | Italo Zilioli          | Jan Janssen           | Pierre Ghisellini   | Bic                    |
| 3a                   | Eddy Merckx              | Italo Zilioli          | Jan Janssen           | Pierre Ghisellini   | Faemino                |
| 3b                   | Eddy Merckx              | Italo Zilioli          | Cyrille Guimard       | Luis Zubero         | Faemino                |
| 4                    | Walter Godefroot         | Italo Zilioli          | Walter Godefroot      | Luis Zubero         | Faemino                |
| 5a                   | Walter Godefroot         | Italo Zilioli          | Walter Godefroot      | Luis Zubero         | Faemino                |
| 5b                   | Joseph Spruyt            | Italo Zilioli          | Walter Godefroot      | Luis Zubero         | Faemino                |
| 6                    | Roger De Vlaeminck       | Eddy Merckx            | Roger De Vlaeminck    | Luis Zubero         | Faemino                |
| 7a                   | Eddy Merckx              | Eddy Merckx            | Walter Godefroot      | Luis Zubero         | Faemino                |
| 7b                   | José Antonio González    | Eddy Merckx            | Walter Godefroot      | Luis Zubero         | Faemino                |
| 8                    | Alain Vasseur            | Eddy Merckx            | Walter Godefroot      | Luis Zubero         | Faemino                |
| 9                    | Mogens Frey              | Eddy Merckx            | Walter Godefroot      | Luis Zubero         | Faemino                |
| 10                   | Eddy Merckx              | Eddy Merckx            | Walter Godefroot      | Eddy Merckx         | Faemino                |
| 11a                  | Eddy Merckx              | Eddy Merckx            | Walter Godefroot      | Eddy Merckx         | Faemino                |
| 11b                  | Marino Basso             | Eddy Merckx            | Walter Godefroot      | Eddy Merckx         | Faemino                |
| 12                   | Eddy Merckx              | Eddy Merckx            | Walter Godefroot      | Eddy Merckx         | Mann                   |
| 13                   | Primo Mori               | Eddy Merckx            | Walter Godefroot      | Eddy Merckx         | Faemino                |
| 14                   | Eddy Merckx              | Eddy Merckx            | Eddy Merckx           | Eddy Merckx         | KAS                    |
| 15                   | Marinus Wagtmans         | Eddy Merckx            | Eddy Merckx           | Eddy Merckx         | KAS                    |
| 16                   | Albert Van Vlierberghe   | Eddy Merckx            | Walter Godefroot      | Eddy Merckx         | KAS                    |
| 17                   | Luis Ocaña               | Eddy Merckx            | Walter Godefroot      | Eddy Merckx         | KAS                    |
| 18                   | Bernard Thévenet         | Eddy Merckx            | Eddy Merckx           | Eddy Merckx         | KAS                    |
| 19                   | Christian Raymond        | Eddy Merckx            | Walter Godefroot      | Eddy Merckx         | KAS                    |
| 20a                  | Rolf Wolfshohl           | Eddy Merckx            | Walter Godefroot      | Eddy Merckx         | KAS                    |
| 20b                  | Eddy Merckx              | Eddy Merckx            | Walter Godefroot      | Eddy Merckx         | KAS                    |
| 21                   | Marino Basso             | Eddy Merckx            | Walter Godefroot      | Eddy Merckx         | KAS                    |
| 22                   | Jean-Pierre Danguillaume | Eddy Merckx            | Walter Godefroot      | Eddy Merckx         | KAS                    |
| 23                   | Eddy Merckx              | Eddy Merckx            | Walter Godefroot      | Eddy Merckx         | Salvarani              |
| Klasyfikacja końcowa | Klasyfikacja końcowa     | Eddy Merckx            | Walter Godefroot      | Eddy Merckx         | Salvarani              |

## Klasyfikacje końcowe

### Klasyfikacja generalna
| Pozycja | Zawodnik             | Drużyna   | Czas          |
| ------- | -------------------- | --------- | ------------- |
| 1.      | Eddy Merckx          | FAEMA     | 119 h 31' 49" |
| 2.      | Joop Zoetemelk       | Flandria  | +12' 41"      |
| 3.      | Gösta Pettersson     | Ferretti  | +15' 54"      |
| 4.      | Martin Vandenbossche | Molteni   | +18' 53"      |
| 5.      | Marinus Wagtmans     | Willem II | +19' 54"      |
| 6.      | Lucien Van Impe      | Sonolor   | +20' 34"      |
| 7.      | Raymond Poulidor     | Fagor     | +20' 35"      |
| 8.      | Antoon Houbrechts    | Salvarani | +21' 34"      |
| 9.      | Francisco Galdos     | KAS       | +21' 45"      |
| 10.     | Georges Pintens      | Mann      | +23' 23"      |

### Klasyfikacja punktowa
| Pozycja | Zawodnik         | Drużyna   | Punkty |
| ------- | ---------------- | --------- | ------ |
| 1.      | Walter Godefroot | Salvarani | 212    |
| 2.      | Eddy Merckx      | FAEMA     | 207    |
| 3.      | Marino Basso     | Molteni   | 161    |
| 4.      | Jan Janssen      | Bic       | 151    |
| 5.      | Cyrille Guimard  | Fagor     | 138    |

### Klasyfikacja górska
| Pozycja | Zawodnik               | Drużyna   | Punkty |
| ------- | ---------------------- | --------- | ------ |
| 1.      | Eddy Merckx            | FAEMA     | 128    |
| 2.      | Andrés Gandarias       | KAS       | 94     |
| 3.      | Martin Van Den Bossche | Molteni   | 85     |
| 4.      | Silvano Schiavon       | Salvarani | 68     |
| 5.      | Lucien Van Impe        | Sonolor   | 65     |

### Klasyfikacja kombinowana
| Pozycja | Zawodnik               | Drużyna   | Punkty |
| ------- | ---------------------- | --------- | ------ |
| 1.      | Eddy Merckx            | FAEMA     | 4      |
| 2.      | Martin Van Den Bossche | Molteni   | 21,5   |
| 3.      | Marinus Wagtmans       | Willem II | 23     |
| 4.      | Lucien Van Impe        | Sonolor   | 25,5   |
| 5.      | Joop Zoetemelk         | Flandria  | 32,5   |

### Klasyfikacja sprinterska
| Pozycja | Zawodnik           | Drużyna  | Punkty |
| ------- | ------------------ | -------- | ------ |
| 1.      | Cyrille Guimard    | Fagor    | 67     |
| 2.      | Giancarlo Polidori | Scic     | 48     |
| 3.      | Jaak De Boever     | Flandria | 22     |
| 4.      | Pieter Nassen      | Flandria | 20     |

### Klasyfikacja drużynowa
| Pozycja | Drużyna   | Czas          |
| ------- | --------- | ------------- |
| 1.      | Salvarani | 354 h 22' 56" |
| 2.      | KAS       | +1' 14"       |
| 3.      | FAEMA     | +9' 45"       |
| 4.      | Sonolor   | +29' 21"      |
| 5.      | Mann      | +34' 23"      |